# Велогонка Мира
Велогонка Мира (англ. Peace Race, нем. Friedensfahrt, чеш. Závod míru, словац. Preteky mieru, пол. Wyścig Pokoju, фр. Course de la Paix) — международная многодневная велосипедная гонка. Её начали проводить в 1948 году газеты Trybuna Ludu («Трыбуна Люду»), Neues Deutschland («Нойес Дойчланд») и Rudé právo («Руде право»). В 1985—1986 годах проводилась также по территории СССР газетой «Правда». Традиционно проводилась в мае по кольцу Варшава — Берлин — Прага.

## История

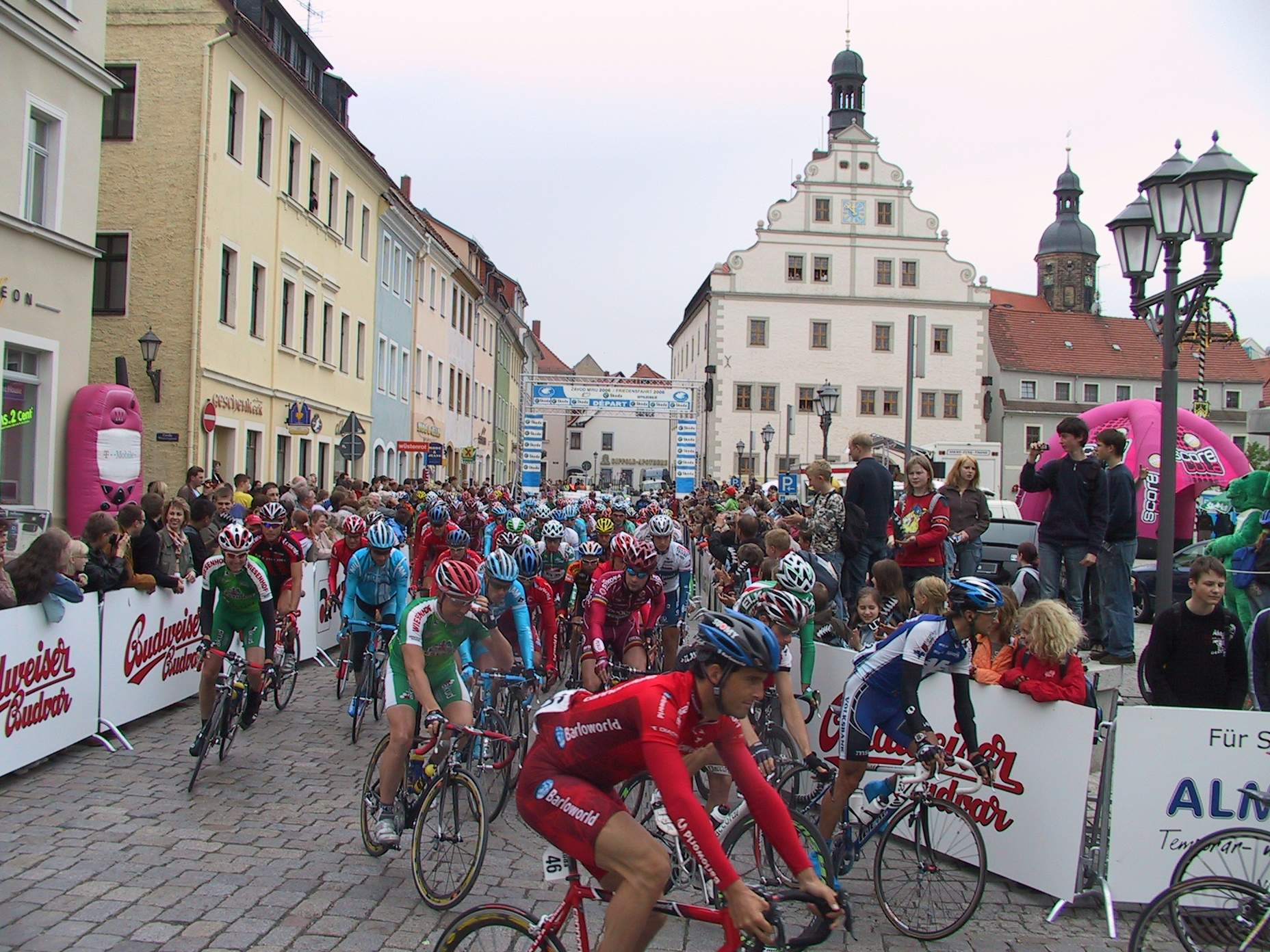
Велогонка Мира 2006

В 1948 году проводилось две гонки в одно и то же время: одна из Праги в Варшаву, другая — из Варшавы в Прагу. В Праге первым финишировал Аугустин Просеник, а в Варшаве — Александр Зорич, оба — из Югославии.
Поскольку велосипедистам из социалистических стран не разрешалось становиться профессионалами, это была любительская гонка. Она привлекала лучших велосипедистов из социалистических стран и гостевые команды из других стран. Гонщики социалистического блока, как правило, преобладали, но были и исключения: в 1952 году победителями стали Йен Стил и британская команда British League of Racing Cyclists — первый случай, когда две золотые медали по разным номинациям уехали в одну и ту же страну.
Одним из победителей Велогонки Мира был Сергей Сухорученков, который впоследствии выиграл золотую медаль в шоссейной групповой гонке на Олимпийских играх в 1980 году.
Наибольших успехов на Велогонке Мира добились Штеффен Веземан из Германии, который выиграл 5 раз, Рышард Шурковский из Польши и Уве Амплер (ГДР/Германия), выигравшие гонку по 4 раза. Густав-Адольф Шур, который выиграл гонку два раза, был признан самым популярным спортсменом ГДР в 1989 году.
В 1987 году длина гонки в километрах совпала с годом проведения. В годы холодной войны гонку называли «Тур де Франс Восточного блока».
С 1989 года, после распада единого «социалистического лагеря», чешская сторона взяла на себя организацию велогонки. До 1996 года велосипедисты состязались лишь в пределах Чехии, а затем гонка вернулась на дороги Германии и Польши.
После окончания холодной войны гонка быстро потеряла значение. В 2005 году гонка была впервые пропущена, затем генеральным спонсором гонки стала компания «Шкода», а директором — швейцарец Герберт Ноттер, президент Союза велоспорта Швейцарии. В 2006 году была проведена 58-я — последняя — Велогонка Мира. Её маршрут не пролегал через столицы стран: гонка стартовала 13 мая в Линце (Австрия), пересекла Чехию и закончилась 20 мая 2006 года в Германии. В дальнейшем Велогонка Мира не проводилась ввиду отказа её главного спонсора — автомобильного концерна «Шкода».

## Список велогонок
В Велогонке Мира очень важное значение имел командный зачёт. В отличие от других велогонок под эгидой UCI, общее командное время (за исключением нескольких лет в конце 1960-х годов) было не суммой результатов трёх лучших гонщиков по итогам общей классификации, а суммой результатов трёх лучших гонщиков (из каждой команды) на каждом этапе, вне зависимости от их индивидуальной общей классификации. И это делало командный зачёт независимым от индивидуальной гонки за жёлтую майку лидера.
| №  | Год  | Трасса                                 | Расстояние | Этапы    | Победитель          | Команда-победитель    |
| -- | ---- | -------------------------------------- | ---------- | -------- | ------------------- | --------------------- |
| 1  | 1948 | Варшава — Прага                        | 1104 км    | 7        | Аугустин Просеник   | Польша-1 (1/9)        |
| 1  | 1948 | Прага — Варшава                        | 842 км     | 5        | Александр Зорич     | Польша-1 (2/9)        |
| 2  | 1949 | Прага — Варшава                        | 1259 км    | 8        | Ян Веселы           | Франция-2             |
| 3  | 1950 | Варшава — Прага                        | 1539 км    | 9        | Вилли Эмборг        | Чехословакия (1/5)    |
| 4  | 1951 | Прага — Варшава                        | 1544 км    | 9        | Кай Аллан Ольсен    | Чехословакия (2/5)    |
| 5  | 1952 | Варшава — Берлин — Прага               | 2135 км    | 12       | Йен Стил            | Великобритания        |
| 6  | 1953 | Братислава — Берлин — Варшава          | 2231 км    | 12       | Кристиан Педерсен   | ГДР (1/10)            |
| 7  | 1954 | Варшава — Берлин — Прага               | 2051 км    | 13       | Элуф Дальгаард      | Чехословакия (3/5)    |
| 8  | 1955 | Прага — Берлин — Варшава               | 2214 км    | 13       | Густав-Адольф Шур   | Чехословакия (4/5)    |
| 9  | 1956 | Варшава — Берлин — Прага               | 2212 км    | 12       | Станислав Круляк    | СССР (1/20)           |
| 10 | 1957 | Прага — Берлин — Варшава               | 2220 км    | 12       | Ненчо Христов       | ГДР (2/10)            |
| 11 | 1958 | Варшава — Берлин — Прага               | 2210 км    | 12       | Пит Дамен           | СССР (1/20)           |
| 12 | 1959 | Берлин — Прага — Варшава               | 2057 км    | 13       | Густав-Адольф Шур   | СССР (3/20)           |
| 13 | 1960 | Прага — Варшава — Берлин               | 2290 км    | 13       | Эрих Хаген          | ГДР (3/10)            |
| 14 | 1961 | Варшава — Берлин — Прага               | 2435 км    | 13       | Юрий Мелихов        | СССР (4/20)           |
| 15 | 1962 | Берлин — Прага — Варшава               | 2407 км    | 14       | Гайнан Сайдхужин    | СССР (5/20)           |
| 16 | 1963 | Прага — Варшава — Берлин               | 2568 км    | 15       | Клаус Амплер        | ГДР (4/10)            |
| 17 | 1964 | Варшава — Берлин — Прага               | 2246 км    | 14       | Ян Смолик           | ГДР (5/10)            |
| 18 | 1965 | Берлин — Прага — Варшава               | 2318 км    | 15       | Геннадий Лебедев    | СССР (6/20)           |
| 19 | 1966 | Прага — Варшава — Берлин               | 2340 км    | 15       | Бернард Гайот       | СССР (7/20)           |
| 20 | 1967 | Варшава — Берлин — Прага               | 2307 км    | 16       | Марсель Маес        | Польша (3/9)          |
| 21 | 1968 | Берлин — Прага — Варшава               | 2352 км    | 14       | Аксель Пешель       | Польша (4/9)          |
| 22 | 1969 | Варшава — Берлин                       | 2036 км    | 15       | Жан-Пьер Дангийом   | ГДР (6/10)            |
| 23 | 1970 | Прага — Варшава — Берлин               | 1976 км    | 15       | Рышард Шурковский   | Польша (5/9)          |
| 24 | 1971 | Варшава — Берлин — Прага               | 1895 км    | 14       | Рышард Шурковский   | СССР (8/20)           |
| 25 | 1972 | Берлин — Прага — Варшава               | 2025 км    | 14       | Властимил Моравек   | СССР (9/20)           |
| 26 | 1973 | Прага — Варшава — Берлин               | 2076 км    | P, 16, E | Рышард Шурковский   | Польша (6/9)          |
| 27 | 1974 | Варшава — Берлин — Прага               | 1806 км    | 14       | Станислав Шозда     | Польша (7/9)          |
| 28 | 1975 | Берлин — Прага — Варшава               | 1915 км    | P, 13    | Рышард Шурковский   | СССР (10/20)          |
| 29 | 1976 | Прага — Варшава — Берлин               | 1974 км    | P, 14    | Ханс-Йоахим Хартник | СССР (11/20)          |
| 30 | 1977 | Варшава — Берлин — Прага               | 1648 км    | 13       | Ааво Пиккуус        | СССР (12/20)          |
| 31 | 1978 | Берлин — Прага — Варшава               | 1796 км    | P, 12    | Александр Аверин    | СССР (13/20)          |
| 32 | 1979 | Прага — Варшава — Берлин               | 1942 км    | P, 14    | Сергей Сухорученков | СССР (14/20)          |
| 33 | 1980 | Варшава — Берлин — Прага               | 2095 км    | P, 14    | Юрий Баринов        | СССР (15/20)          |
| 34 | 1981 | Берлин — Прага — Варшава               | 1887 км    | P, 14    | Шахит Загретдинов   | СССР (16/20)          |
| 35 | 1982 | Прага — Варшава — Берлин               | 1941 км    | P, 12    | Олаф Людвиг         | ГДР (7/10)            |
| 36 | 1983 | Варшава — Берлин — Прага               | 1899 км    | P, 12    | Фальк Боден         | ГДР (8/10)            |
| 37 | 1984 | Берлин — Прага — Варшава               | 1689 км    | P, 11    | Сергей Сухорученков | СССР (17/20)          |
| 38 | 1985 | Прага — Москва — Варшава — Берлин      | 1712 км    | P, 12    | Лех Пясецкий        | СССР (18/20)          |
| 39 | 1986 | Киев — Варшава — Берлин — Прага        | 2138 км    | P, 15    | Олаф Людвиг         | СССР (19/20)          |
| 40 | 1987 | Берлин — Прага — Варшава               | 1987 км    | P, 14    | Уве Амплер          | ГДР (9/10)            |
| 41 | 1988 | Братислава — Катовице — Берлин         | 2008 км    | P, 13    | Уве Амплер          | СССР (20/20)          |
| 42 | 1989 | Варшава — Берлин — Прага               | 1927 км    | 12       | Уве Амплер          | ГДР (10/10)           |
| 43 | 1990 | Берлин — Слушовице — Бельско-Бяла      | 1595 км    | P, 11    | Ян Сворада          | Чехословакия (10/10)  |
| 44 | 1991 | Прага — Варшава                        | 1261 км    | P, 9     | Виктор Ржаксинский  | Польша (8/9)          |
| 45 | 1992 | Берлин — Карпач — Млада Болеслав       | 1348 км    | P, 9     | Штеффен Веземан     | Германия              |
| 46 | 1993 | Табор — Нови-Бор                       | 1342 км    | P, 9     | Ярослав Билек       | Чехословакия (1/2)    |
| 47 | 1994 | Табор — Трутнов                        | 1354 км    | P, 9     | Йенс Войт           | Чехословакия (2/2)    |
| 48 | 1995 | Ческе-Будеёвице — Обервизенталь — Брно | 1379 км    | P, 10    | Павел Падрнос       | Польша (9/9)          |
| 49 | 1996 | Брно — Живец — Лейпциг                 | 1703 км    | P, 10    | Штеффен Веземан     | Team Telekom (1/3)    |
| 50 | 1997 | Потсдам — Живец — Брно                 | 1629 км    | P, 10    | Штеффен Веземан     | Team Telekom (2/3)    |
| 51 | 1998 | Познань — Карловы Вары — Эрфурт        | 1591 км    | 10       | Уве Амплер          | Mróz (1/3)            |
| 52 | 1999 | Зноймо — Польковице — Магдебург        | 1613 км    | 10       | Штеффен Веземан     | Mróz (2/3)            |
| 53 | 2000 | Ганновер — Кудова-Здруй — Прага        | 1608 км    | 10       | Петр Вадецки        | Team Nürnberger       |
| 54 | 2001 | Лодзь — Пльзень — Потсдам              | 1611 км    | 10       | Якоб Пиил           | Team Telekom (3/3)    |
| 55 | 2002 | Ческе-Будеёвице — Хемниц — Варшава     | 1470 км    | 10       | Анджей Сосенка      | Mróz (3/3)            |
| 56 | 2003 | Оломоуц — Валбжих — Эрфурт             | 1552 км    | 9        | Штеффен Веземан     | CCC Sprandi Polkowice |
| 57 | 2004 | Брюссель — Вроцлав — Прага             | 1580 км    | 9        | Микеле Скарпони     | T-Mobile Team         |
|    | 2005 | не проводилась                         |            |          |                     |                       |
| 58 | 2006 | Линц — Карловы Вары — Ганновер         | 1297 км    | 8        | Джампаоло Кеула     | Unibet.com            |

P — пролог; E — эпилог гонки.

## Рекорды гонки (не менее трёх побед)
- По числу побед:
  - 5 побед: Штеффен Веземан, Германия
  - 4 победы: Рышард Шурковский, Польша, Уве Амплер, Германия
- Спринт:
  - 8 побед: Олаф Людвиг, ГДР
  - 3 победы: Рышард Шурковский, Польша
- Горные этапы:
  - 3 победы: Сергей Сухорученков, СССР, Уве Амплер, ГДР, Ярослав Билек, Чехия
- Командный зачёт:
  - 20 побед: СССР
  - 10 побед: ГДР
  - 9 побед: Польша
  - 5 побед: Чехословакия
  - 3 победы: Команда Mroz, Польша
- Победители по странам в индивидуальном зачёте:
  - 12 побед: ГДР
  - 10 побед: СССР
  - 7 побед: Польша, Германия
  - 5 побед: Дания
  - 4 победы: Чехословакия
  - 3 победы: Чехия